# Royal Academy of Arts

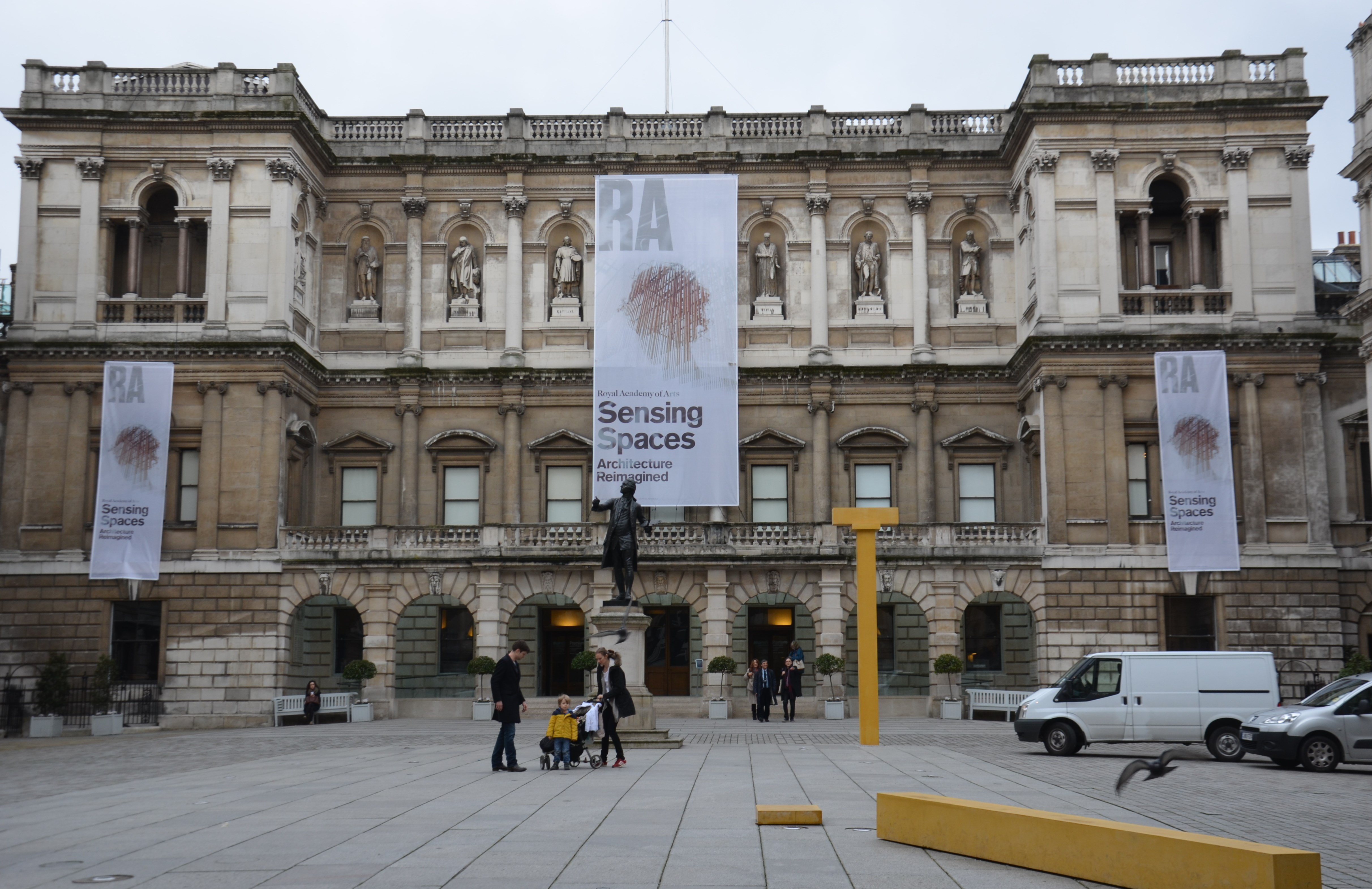
Royal Academy of Arts, Burlington House

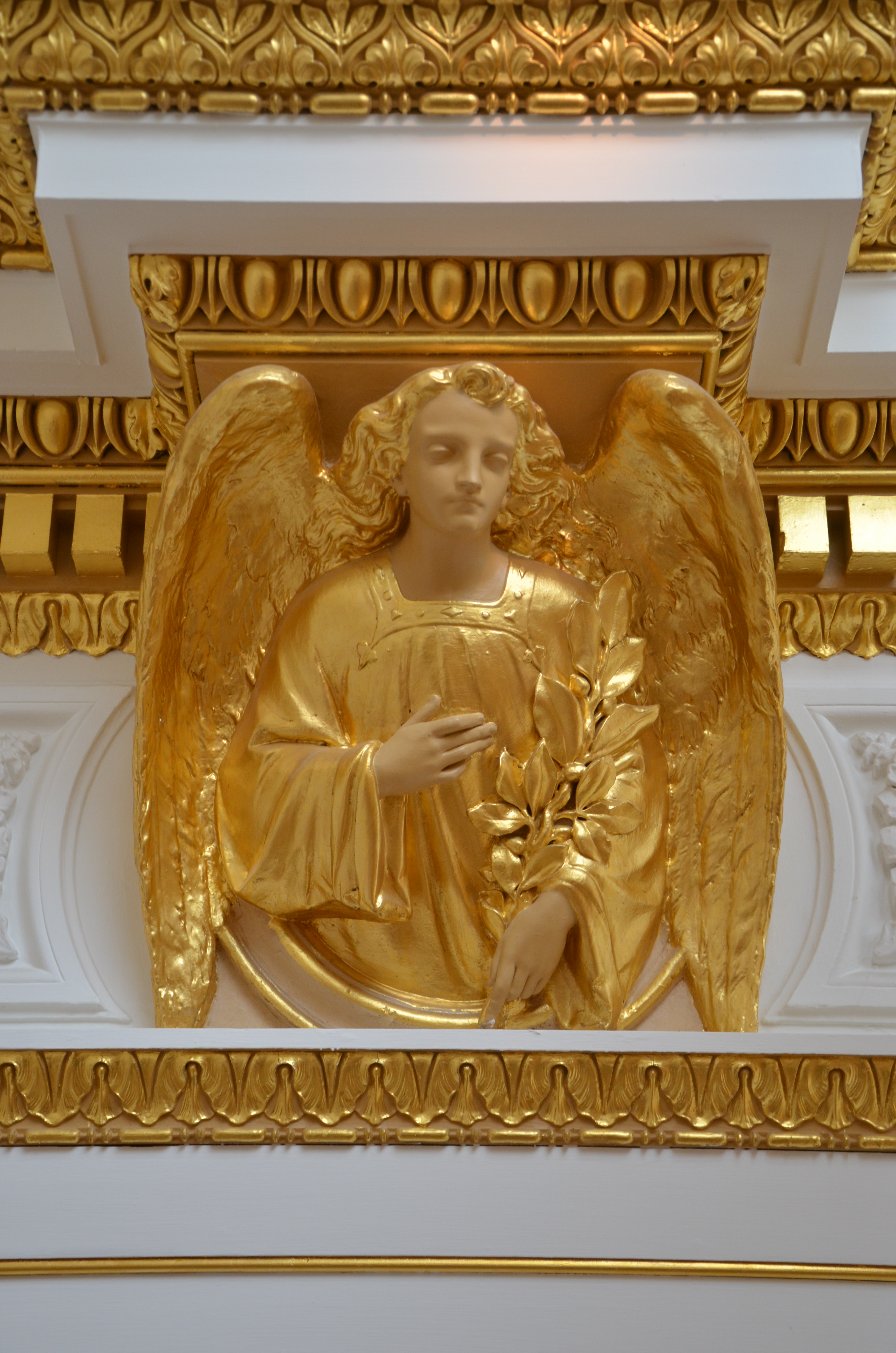
Stuckdekoration i taket i Stora salen i Burlington House

Royal Academy of Arts är en konstinstitution med säte i Burlington House på Piccadilly i London i Storbritannien. Royal Academy har en i Storbritannien unik position som en av framstående konstnärer och arkitekter ledd, oberoende och privatfinansierad institution med syfte att främja skapande, njutning och uppskattning av bildkonstarterna.

## Historia
Royal Academy grundades av kung Georg III personligen den 10 december 1768 för att höja den professionella statusen för konstnärer genom att etablera ett system av övning och expertomdömen samt att arrangera utställningar av samtida konst som höll hög kvalitet. Vid denna tid hade inhemska konstnärer liten möjlighet att sälja sina arbeten, då samlarna i huvudsak var intresserade av utländsk och äldre konst. Konstnärssällskap bildades dock i mitten av seklet för att råda bot på detta.
Sir William Chambers utnyttjade sina förbindelser med kungen för att erhålla kungligt beskydd för den tilltänkta akademin. Dess förste preses var sir Joshua Reynolds. Grundarna var 34 personer och det ursprungliga medlemsantalet 40. Grundarna var Joshua Reynolds, Benjamin West, Thomas Sandby, Francis Cotes, John Baker, Mason Chamberlin, John Gwynn, Thomas Gainsborough, Giovanni Battista Cipriani, Jeremiah Meyer, Francis Milner Newton, Paul Sandby, Francesco Bartolozzi, Charles Catton, Nathaniel Hone den äldre, William Tyler, Nathaniel Dance, Richard Wilson, George Michael Moser, Samuel Wale, Peter Toms, Angelika Kauffmann, Richard Yeo, Mary Moser, William Chambers, Joseph Wilton, George Barret, Edward Penny, Agostino Carlini, Francis Hayman, Dominic Serres, John Richards, Francesco Zuccarelli och George Dance den yngre. Kungen lade till William Hoare och Johann Zoffany.
År 1780 kunde akademin flytta in i ändamålsenliga lokaler i det då nybyggda Somerset House, ritat av William Chambers. Akademin flyttade sedan 1837 till Trafalgar Square, där det inhystes i östra flygeln av det då fullbordade National Gallery. Huset visade sig snart för litet att rymma båda institutionerna och 1868, 100 år efter grundandet, flyttade akademin vidare till Burlington House, där den alltjämt finns kvar.

## Verksamheter

### Royal Academy Schools
Royal Academy Schools grundades 1769 och var den första konstskolan i Storbritannien. Idag (2016) är det en treårig högskoleutbildning med upp till 17 studenter i varje årskull. Man har behållit skolans namn i pluralis, historiskt var det flera specifika aspekter av konstnärskapet som lärdes ut separat.

### Utställningar

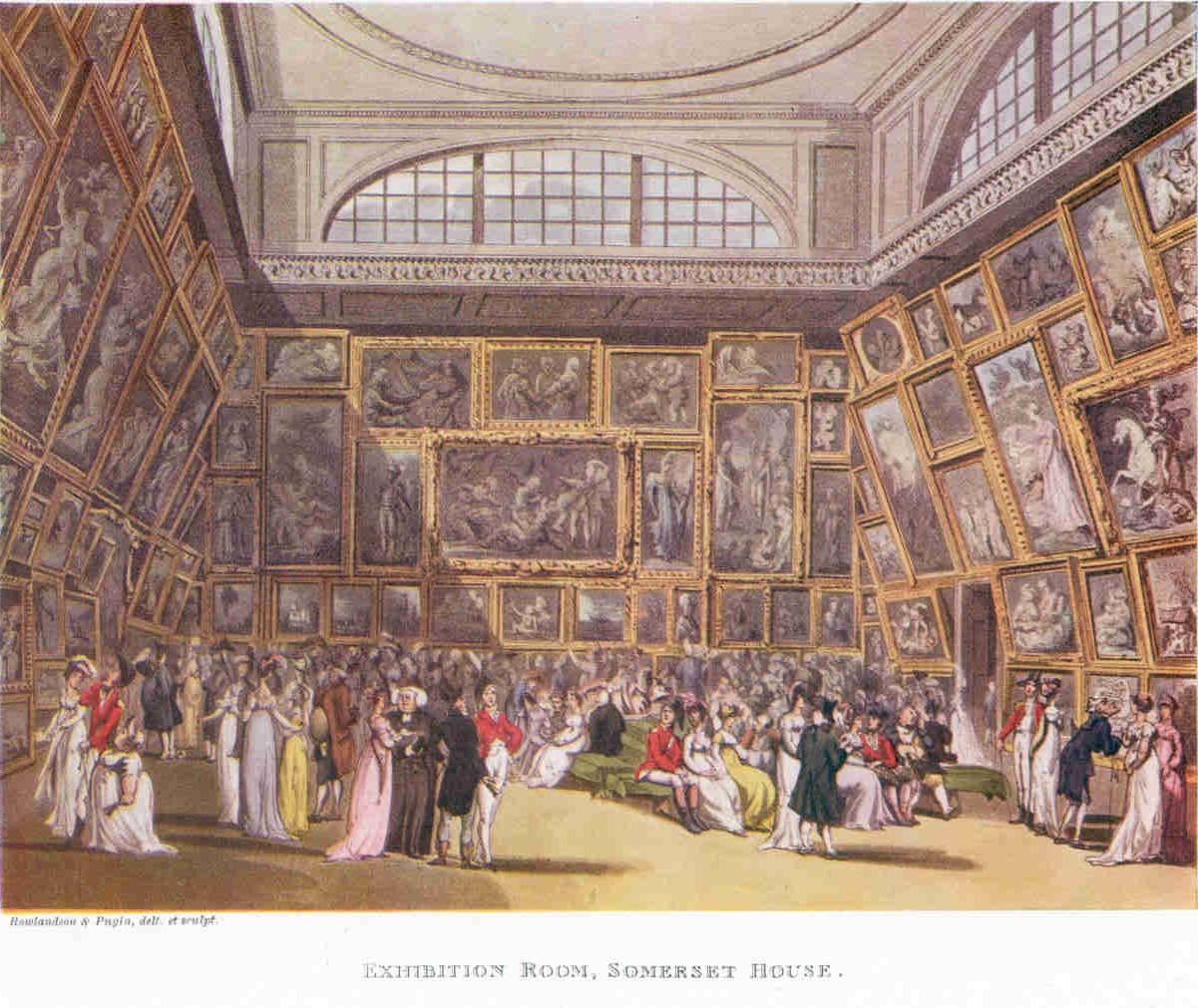
En tidig sommarutställning i akademins ursprungliga lokaler i Somerset House

Royal Academy får inget ekonomiskt bidrag från staten. Mycket finansieras av sponsorer inom näringslivet, där akademin var något av en pionjär. En stor inkomstkälla är också att vara värd för tillfälliga utställningar av lånade verk. Dessa är av högsta kvalitet, jämförbara med de i National Gallery, Tate Gallery och ledande gallerier utanför Storbritannien. Den permanenta utställningen har flyttats till en restaurerad del av byggnaden som nu fått namn efter John Madejski. 1997 hölls en utställning Sensation, som visade en samling av verk av Young British Artists. Denna var kontroversiell då den innehöll en målning föreställande Myra Hindley som vandaliserades då den visades.
Akademin är också värd för en årlig sommarutställning av ny konst, som har sin plats i nöjeslivet. 2005 ställde Tracey Emin ut och relationen fördjupades i mars 2007 då hon accepterade inbjudan att bli ledamot i akademin. 2018 var akademins 250-årsjubileum, ledd under kuratorisk uppsikt av Grayson Perry. Medverkande konstnärer var bland annat Banksy Marina abramovic Ai WeiweiGilbert & George

## Presides genom tiderna
| Preses                    | Ämbetsperiod          |
| ------------------------- | --------------------- |
| Sir Joshua Reynolds       | 1768–1792             |
| Benjamin West             | 1792–1805 (period 1)  |
| James Wyatt               | 1805–1806             |
| Benjamin West             | 1806–1820 (period 2)  |
| Sir Thomas Lawrence       | 1820–1830             |
| Sir Martin Archer Shee    | 1830–1845             |
| William Turner            | 1845–1850             |
| Sir Charles Lock Eastlake | 1850–1865             |
| Sir Francis Grant         | 1866–1878             |
| Lord Leighton             | 1878–1896             |
| Sir John Everett Millais  | Februari–augusti 1896 |
| Sir Edward Poynter        | 1896–1918             |
| Sir Aston Webb            | 1919–1924             |
| Sir Frank Bernard Dicksee | 1924–1928             |
| Sir William Llewellyn     | 1928–1938             |
| Sir Edwin Lutyens         | 1938–1944             |
| Sir Alfred Munnings       | 1944–1949             |
| Sir Gerald Kelly          | 1949–1954             |
| Sir Albert Richardson     | 1954–1956             |
| Sir Charles Wheeler       | 1956–1966             |
| Sir Thomas Monnington     | 1966–1976             |
| Sir Hugh Casson           | 1976–1984             |
| Sir Roger de Grey         | 1984–1993             |
| Sir Philip Dowson         | 1993–1999             |
| Phillip King              | 1999–2004             |
| Sir Nicholas Grimshaw     | 2004–2011             |
| Christopher Le Brun       | 2011–2019             |
| Rebecca Salter            | 2019 -                |